# Emil Seiler (Unternehmer, 1865)
Emil Seiler (* 25. März 1865 in Basel; † 28. August 1933 ebenda) war ein Schweizer Unternehmer und Chronist.

## Leben und Werk
Emil Seiler war ein Sohn des Bandfabrikanten Johann Heinrich Seiler (1808–1904) und der Dorothea, geborene Hauser. Seiler absolvierte eine kaufmännische Lehre und übernahm in der Folge das väterliche Geschäft. Dieses führte er bis zur Liquidation in den 1920er-Jahren erfolgreich mit seinem Geschäftspartner Emanuel La Roche-Paravicini (1869–1917) weiter.
Neben seinem Beruf widmete sich Seiler seinen historischen Interessen und verfasste u. a. eine Darstellung zur Geschichte der Webernzunft sowie eine Geschichte der Drei Ehrengesellschaften Kleinbasel. Zudem engagierte er sich in der Freiwilligen Basler Denkmalpflege. Während des Ersten Weltkriegs trug Seiler ab August 1914 Dokumente zum Krieg zusammen, die er akribisch in insgesamt zwölf Alben und einer Schachtel ablegte. Die Alben wurden inzwischen durchgängig digitalisiert. Ähnliche Alben befinden sich zudem in der Universitätsbibliothek Basel und im Historischen Museum Basel.
Seiler heiratete 1897 Anna Maria LaRoche. Er fand seine letzte Ruhestätte auf dem Wolfgottesacker in Basel.